# Fred. Olsen Express

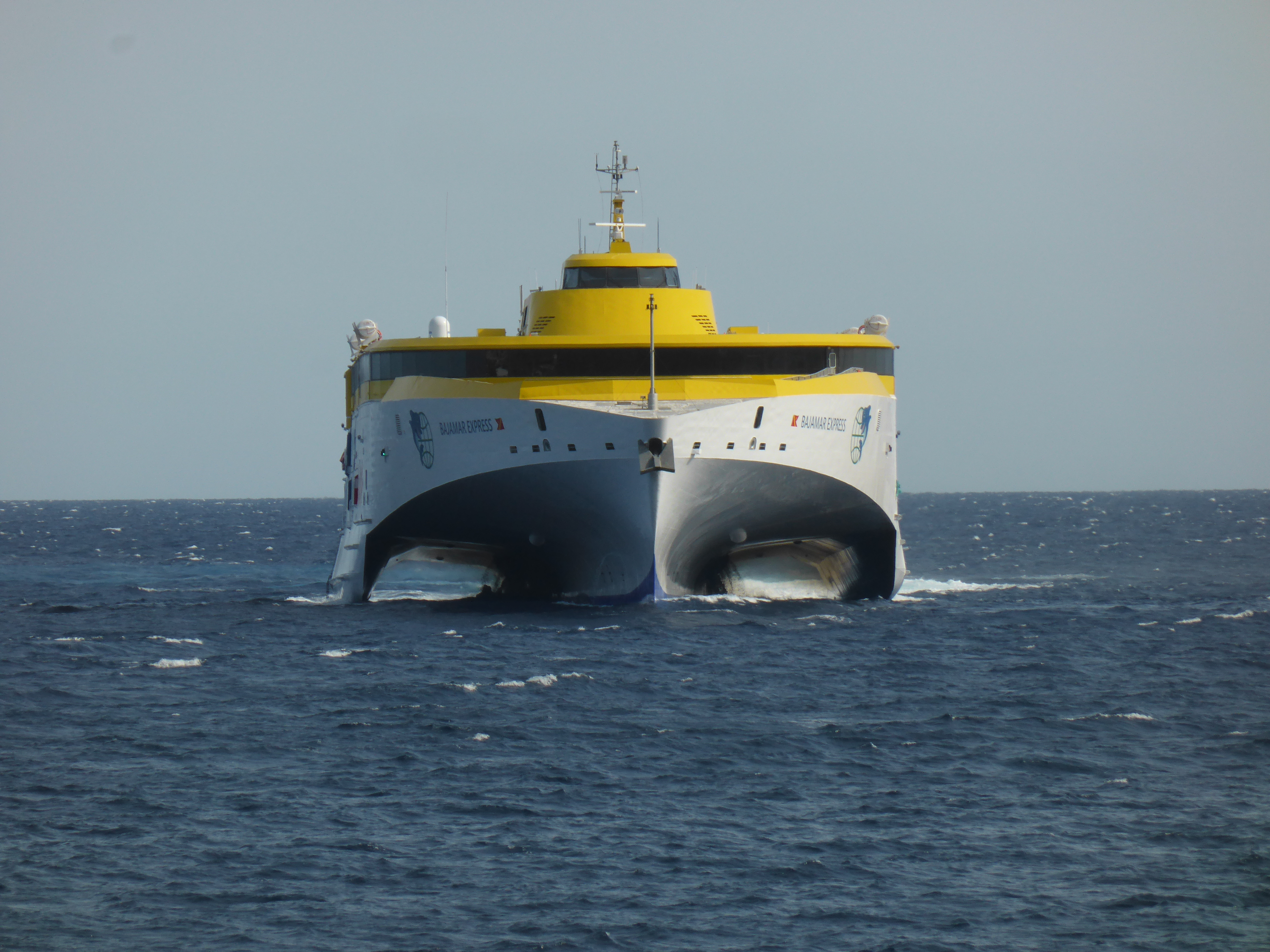
Bajamar Express, nuevo trimarán de la compañía Fred. Olsen Express, navegando hacia Tenerife.

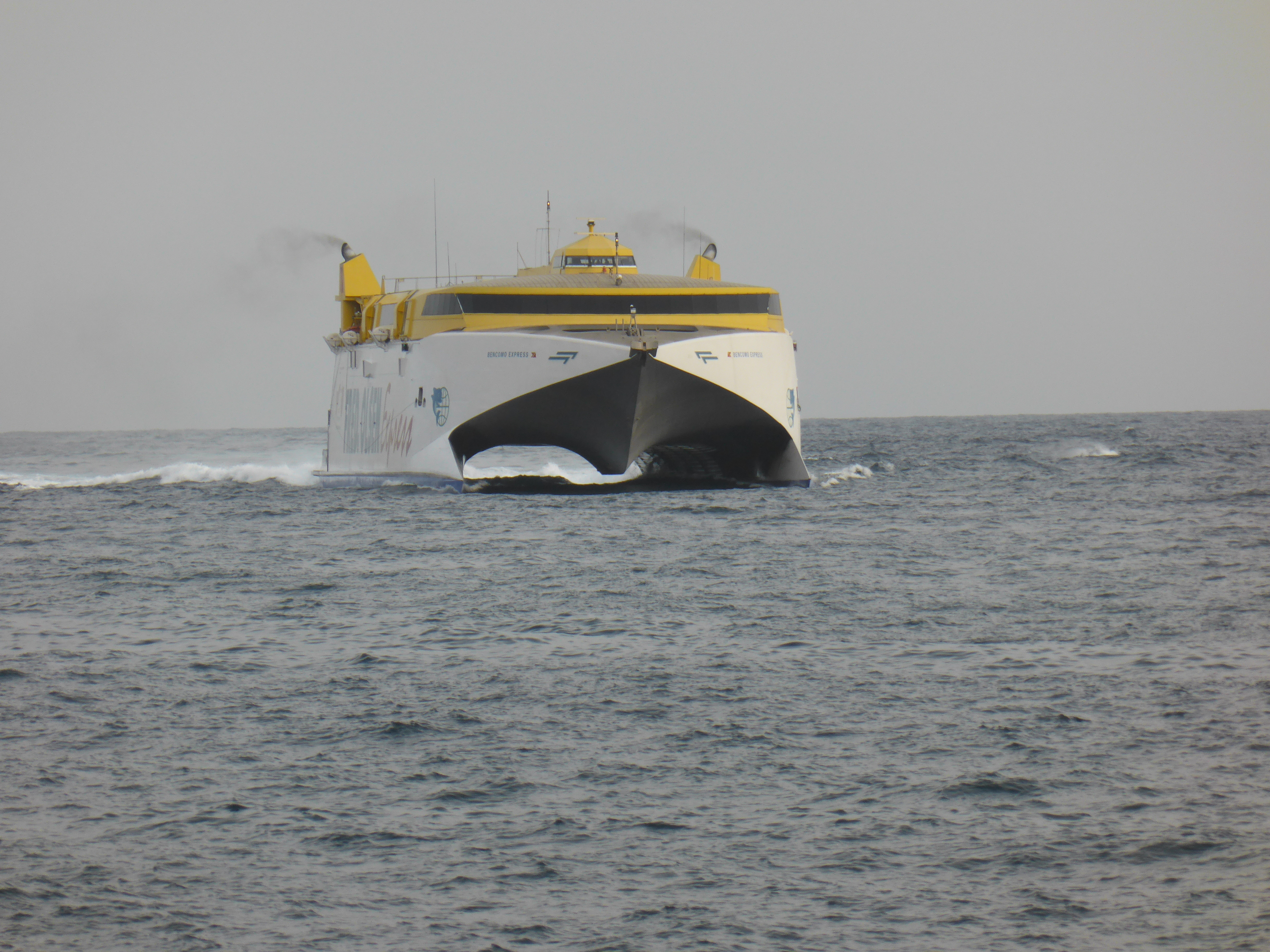
El ferri Bencomo Express es un barco catamarán rápido.

Fred. Olsen Express es una compañía interinsular de ferris de origen noruego radicada en las Islas Canarias, España. La compañía opera con una flota de siete ferris rápidos, tres miniferris y dos ferris de grandes dimensiones que operan junto a la aliada Baleària, incluido el primer trimarán rápido del mundo, además de ser el más grande, el Benchijigua Express, que entró en servicio en 2005. En 2024 se inaguraría la filial de carga Fred. Olsen Express Cargo y se incorpora un nuevo miniferri, el Buganvilla Express, que serviría de refuerzo entre Playa Blanca y Corralejo.
Una de las rutas más utilizadas por sus clientes, es la ruta Gomera-Tenerife. Esta ruta es la que le dio la tarjeta Gold a su mejor cliente desde el año 1998, este cliente llamado Ignacio Darias utilizo este servicio en 203 ocasiones durante el año 2004, un récord que aún sostenta.

## Rutas
- San Sebastián de La Gomera - Los Cristianos (a cargo del Benchijigua Express y Bencomo Express)
- San Sebastián de La Gomera - Playa Santiago - Valle Gran Rey (a cargo del Benchi Express)
- Santa Cruz de Tenerife - Agaete (a cargo del Bajamar Express y Bañaderos Express)
- Playa Blanca - Corralejo (a cargo del Bocayna Express, Buganvilla y Buganvilla Express)
- Santa Cruz de La Palma - Los Cristianos (a cargo del Benchijigua Express y Bencomo Express)
- Las Palmas de Gran Canaria - Morro Jable (a cargo del Betancuria Express y Bentago Express)
- Huelva - Las Palmas de Gran Canaria - Santa Cruz de Tenerife (a cargo del Marie Curie y Sicilia)
- Valverde - Los Cristianos (a cargo del Bentago Express a partir del 31 de diciembre de 2024)
- Las Palmas de Gran Canaria - Arrecife - Puerto del Rosario (a cargo del Bentayga Express por la filial Fred. Olsen Express Cargo)[1]

## Historia de Fred. Olsen Express

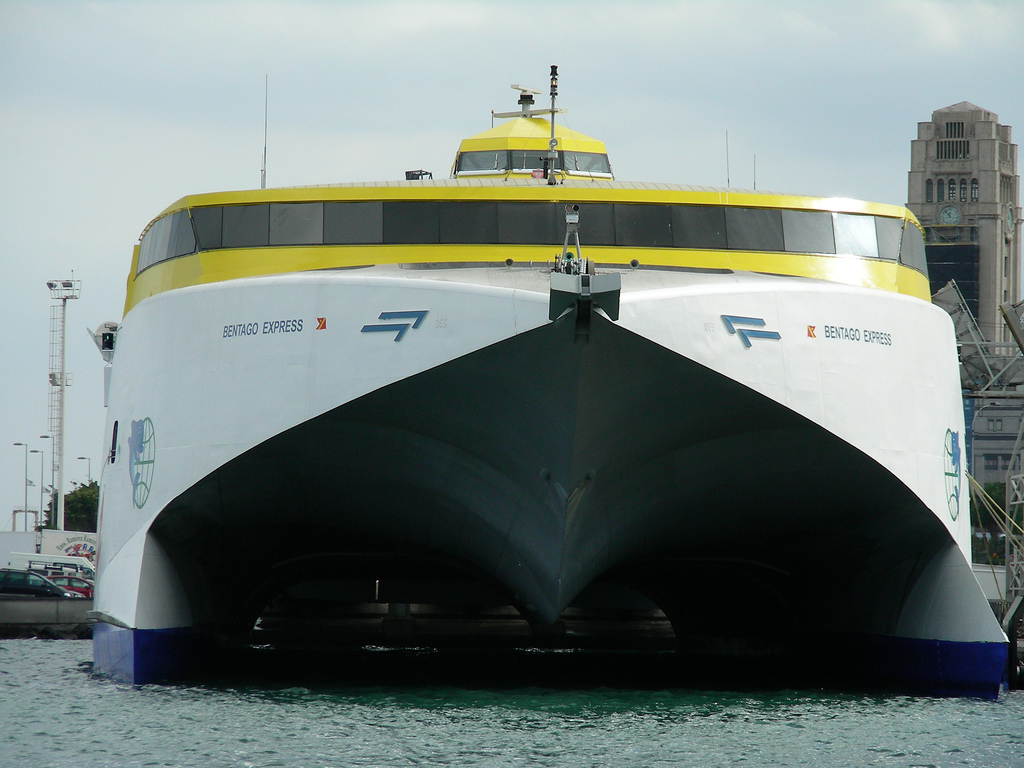
El ferri Bentago Express de la compañía Fred. Olsen en el Puerto de Santa Cruz de Tenerife.

### Ferry Gomera
Líneas Fred. Olsen fue fundada en 1974 como Ferry Gomera, S.A. El 8 de julio de ese año se produjo la primera travesía uniendo el puerto de Los Cristianos en Tenerife, con San Sebastián de la Gomera, en la isla homónima. El primer ferry en operar la línea fue el bautizado como Benchijigua, nombre que recibió por una pequeña población de La Gomera. La denominación cumplía además con la antigua tradición de la compañía de nombrar todos sus barcos comenzando por la letra B.
Hasta el primer trayecto a la isla, La Gomera permanecía aislada casi por completo. Solo un barco visitaba la isla para recoger los plátanos y tomates que producía la isla para exportarlas a Europa y para llevar mercancías y suministros a la isla. El barco atracaba en un muelle construido ex profeso en la playa de Vallehermoso, al norte de la isla, y que hoy está en desuso. La apertura de la nueva ruta produjo muchos cambios entre los gomeros. El ferri también se usó para trasladar a enfermos de emergencia. A veces zarpaba en medio de la noche con una sola ambulancia y un paciente a bordo, debido a que si el ferri no se llevaba al enfermo, el enfermo moría. 
La ruta entre La Gomera y Tenerife inicialmente operaba tres veces al día en cada dirección, con una duración media de travesía estimada en 80 minutos, siendo capaz de transportar 400 pasajeros y 60 coches. A los seis meses de apertura de la ruta, ya la habían usado 100 mil personas. La compañía puso una guagua gratuita para transportar a los pasajeros desde el sur de Tenerife hasta Santa Cruz de Tenerife, la capital.

### Ferris
Cinco años más tarde se puso en funcionamiento un ferri más grande, el Bonanza. El barco había operado anteriormente para la compañía matriz en el norte de Europa. En 1989 se puso en servicio el Gomera Express, un ferri rápido y confortable que cubría la ruta en 65 minutos. En ese mismo año se creó la ruta entre Playa Blanca, Lanzarote y Corralejo, Fuerteventura, que la cubría el ferri Betancuria, nombrada en honor a un pueblo de Fuerteventura. 
En 1990, el Ferry Gomera había realizado 29.095 viajes, acumulando un total de 1.163.800 kilómetros o, lo que es lo mismo, 29 viajes alrededor del mundo. El número total de vehículos transportados ascendía a 722.200.000. Se había transportado a casi 900 enfermos así como se habían realizado 20 viajes de emergencia para trasladar a enfermos críticos desde La Gomera a Tenerife. 
En 1994, Fred. Olsen firmó un acuerdo con el servicio postal canario para ofrecer una oficina de correos a bordo del Benchijigua.

### Fast Ferries
En el año 1999 llegan a la compañía tres nuevos catamaranes: el Bonanza Express y el Bentayga Express, para realizar la ruta entre Santa Cruz de Tenerife y la localidad de Agaete en Gran Canaria, y el Benchijigua Express a La Gomera, procedente de los astilleros de Australia y que en 2003 llegaría por primera vez a La Palma. Fue el principio de la remodelación total de la flota de Fred. Olsen, de ferries a fast ferries.
En 2003, el Ferry Buganvilla que cubría la ruta entre Playa Blanca y Corralejo es sustituido por otro fast ferry, el Bocayna Express. Pero sería en 2005 cuando se produce la reestructuración total de la flota.

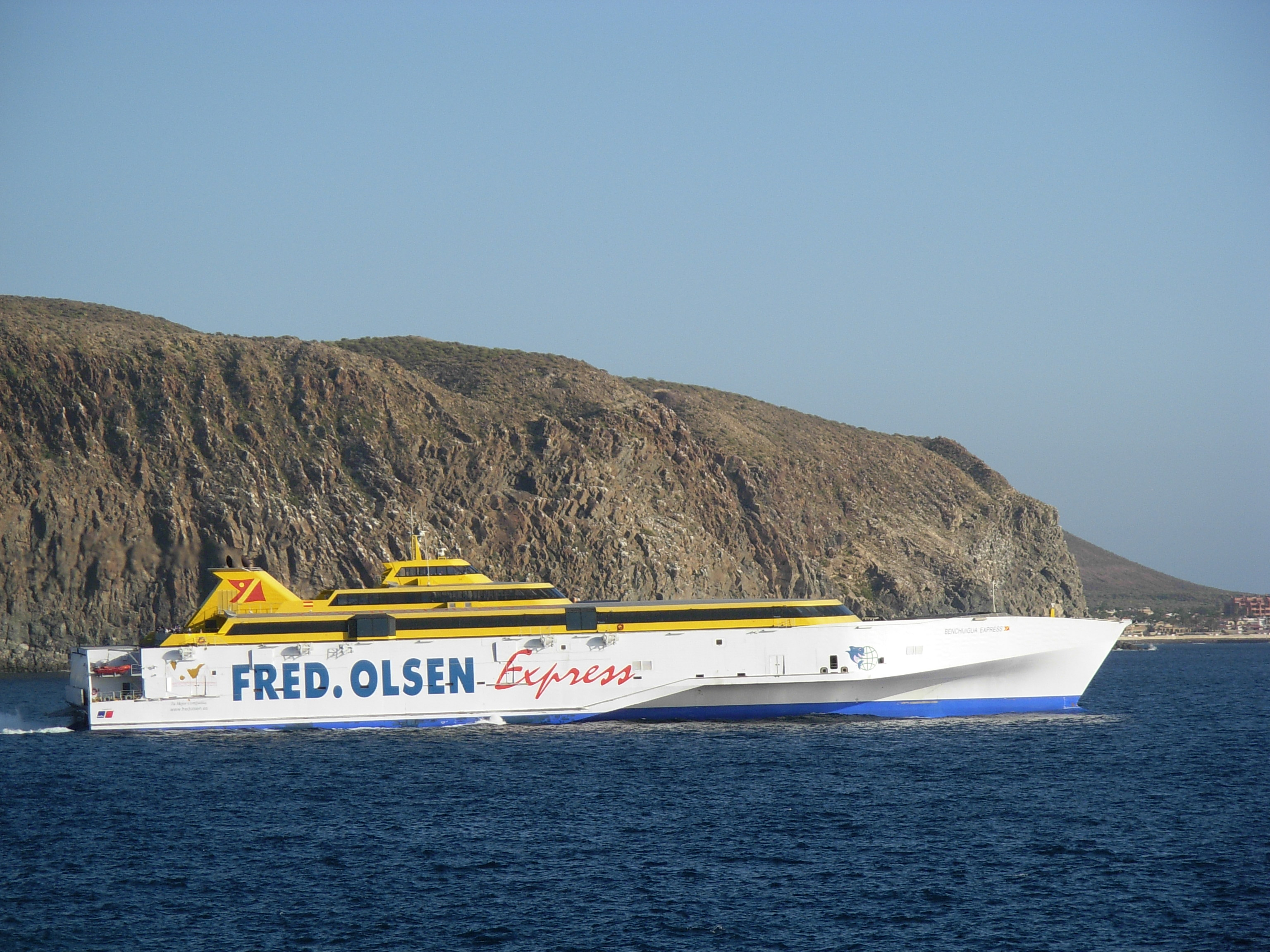
El Benchijigua Express abandonando el Puerto de Los Cristianos.

1.- Llega el trimarán Benchijigua Express, el más grande del mundo, para realizar la ruta entre Tenerife (Los Cristianos) y La Gomera. También tiene como destino La Palma.
2.- El antiguo Benchijigua Express sería renombrado Bentago Express y traspasado a la ruta entre Santa Cruz de Tenerife y Agaete (Gran Canaria) junto con el Bentayga Express, que se llamará a partir de ese momento Bencomo Express. El Bonanza Express realizaría las rutas entre Tenerife y La Gomera y entre Tenerife y El Hierro con escala en La Gomera, siendo el primer fast ferry en viajar a El Hierro. El Bonanza Express fue remodelado, se le techó totalmente la bodega y se pusieron las puertas de embarque de pasajeros más abajo para adaptarlo a las rampas que Fred. Olsen había instalado en los muelles de Los Cristianos y La Gomera para la incorporación del Benchijigua Express.
3.- El último ferri de la compañía, el Ferry Barlovento, cumpliría los 30 años de servicio y fue vendido a la compañía SAOS Ferries.
A partir de ese momento, la compañía se llama oficialmente "Fred. Olsen Express".
En 2008, el Gobierno de Canarias declara pública la línea interior de La Gomera entre Valle Gran Rey, Playa Santiago y San Sebastián al cerrar la compañía Garajonay Exprés que la había operado hasta entonces. Fred. Olsen Express queda segunda en el concurso, pero al renunciar la empresa adjudicataria la licencia, esta cayó en manos de la compañía noruega.
En 2009, mientras el Bonanza Express atracaba en Los Cristianos procedente de El Hierro, sufrió una avería que le hizo encallar en la playa cercana. Fred. Olsen casi daba el barco por perdido, pero se consiguió rescatar en el último intento. A pesar de ello, Fred. Olsen Express deja al buque fuera de servicio a la llegada del Benchi Express, un pequeño barco dedicado a la línea interior de La Gomera.
En el 2011, la línea interior gomera deja de ser cubierta por el pequeño fast ferry Benchi Express, pero se incorpora el Bonanza Express para la línea Los Cristianos-San Sebastián de La Gomera-Valverde, reforzando y ayudando al Benchijigua Express y teniendo mejor atendidas las islas de El Hierro, Tenerife, La Palma y La Gomera. Pero se produce un pequeño incidente después de varios meses operando en esos puertos: el Bonanza Express choca el patín de babor con la popa del buque volcán de Taburiente de la Naviera Armas, teniendo que ser llevado a Gran Canaria para ser reparado en Astican. Después de unos meses parado en el muelle de Santa Cruz de Tenerife, Fred. Olsen abre una línea directa con El Hierro, sin escala en la isla colombina. Esto dura muy poco y el Bonanza Express se pone en venta y parado en el Puerto de Santa Cruz de Tenerife. También reabren una línea Gran Canaria - Fuerteventura - Lanzarote y compran un barco de segunda mano, el Betancuria, así vuelven a cerrar el puente marítimo en Canarias, ya que hasta ahora solo les faltaba unir Gran Canaria y Fuerteventura. Este barco supone un hito ya que en agosto de 2012, por fin pueden entrar en el Puerto de Morro Jable. Finalmente, viendo los continuos retrasos y roturas del buque, se decide cambiar de barco y venderlo siendo renombrado Wasa Express. 
En el año 2012, sustituyendo al ferri Betancuria, comienza a funcionar el fast ferry Bonanza Express en la línea Las Palmas de Gran Canaria - Morro Jable (Fuerteventura) - Puerto del Rosario (Fuerteventura) uniendo todos los días las dos capitales en menos de tres horas y Morro Jable - Las Palmas de Gran Canaria en 100 minutos y volviendo este fast ferry a la flota.
El día 13 de agosto, el barco Benchijigua Express, en colaboración con las autoridades, a altas horas de la madrugada debido al Incendio Forestal de La Gomera, 2012 se procedía a la evacuación marítima de 639 personas, incluyendo una persona con dolor torácico (en un principio tras el conteo de SASEMAR se creía que fueron 525 personas con una persona con un posible infarto) en el Puerto de Valle Gran Rey al Puerto de San Sebastián de La Gomera 
En 2017 se anunció que volvería a funcionar la línea interior de La Gomera con un nuevo Benchi Express y conectaría los 3 puertos gomeros con tres salidas diarias. Este servicio comenzaría en septiembre de ese mismo año.
A partir de 2018, el catamarán Leonora Christina (renombrado Betancuria Express) se adquiere para la ruta Gran Canaria-Fuerteventura, comenzando este servicio en octubre.
En el año 2020 tras meses parado en el Puerto de la Luz y de Las Palmas como consecuencia de La COVID-19 y de la renovación de la flota se vende a una nueva naviera de origen chipriota (Ponte Ferries). El primer fast ferry de Canarias, el Bonanza Express pasó a llamarse HSC ARTEMIS, como consecuencia dejó de estar abanderado en el puerto de Santa Cruz de Tenerife y pasó estar abanderado en Malta.

## Flota
Actualmente la compañía consta de 7 fast ferries, 3 mini ferries y 2 ferries convencionales. Su filial de carga (Fred Olsen Cargo Express) consta de 2 buques tipo RO/RO.
- Benchijigua Express
- Bencomo Express
- Bajamar Express
- Bañaderos Express
- Bentago Express
- Bocayna Express
- Betancuria Express
- Benchi Express
- Buganvilla
- Buganvilla Express
- Sicilia
- Marie Curie
- Bentayga Cargo
- Bahía Cargo

## Fred. Olsen Express Cargo
En 2024, Fred. Olsen Express decide abrir una filial llamada Fred. Olsen Express Cargo. Es por ello que adquirieron el buque RO-RO Finnkraft para posteriormente renombrarlo Bentayga Cargo. Actualmente, el Bentayga Cargo cubre la línea entre Las Palmas de Gran Canaria, Puerto del Rosario y Arrecife, siendo un hito para la compañía al retomar la conexión con esos puertos ya que, ese mismo año, se dispondría a volver a conectar la meridiana de El Hierro.